# Trichobelonium
Trichobelonium is een geslacht van schimmels behorend tot de familie Mollisiaceae.

## Soorten
Volgens Index Fungorum bevat het geslacht 18 soorten (peildatum mei 2023):
| Soortnaam                                  | Auteur(s)           | Publicatiejaar |
| ------------------------------------------ | ------------------- | -------------- |
| Trichobelonium albogranulatum              | Rehm                | 1909           |
| Trichobelonium albosuccineum               | Rehm                | 1900           |
| Trichobelonium berberidis                  | Velen.              | 1934           |
| Trichobelonium blumenaviense               | Henn.               | 1902           |
| Trichobelonium caricinum                   | Velen.              | 1934           |
| Trichobelonium crataegi                    | Velen.              | 1947           |
| Trichobelonium distinguendum               | P. Syd.             | 1908           |
| Trichobelonium flavidum                    | Rehm                | 1904           |
| Trichobelonium hercynicum                  | Lindau              | 1903           |
| Trichobelonium kneiffii (Rietviltmollisia) | (Wallr.) J. Schröt. | 1893           |
| Trichobelonium liriosmatis                 | Rehm                | 1900           |
| Trichobelonium melioloides                 | Rehm                | 1915           |
| Trichobelonium otrubense                   | Velen.              | 1934           |
| Trichobelonium punctiforme                 | Rehm                | 1900           |
| Trichobelonium rhabdocarpum                | (Ellis) Dennis      | 1963           |
| Trichobelonium toruloides                  | (Rehm) Rehm         | 1905           |
| Trichobelonium transiens                   | Velen.              | 1939           |
| Trichobelonium tropicale                   | Rehm                | 1900           |